# 시가조선초중급학교
시가조선초중급학교(일본어: 滋賀朝鮮初中級学校)는 일본 시가현에 위치한 조선학교이다.

## 학과
- 중급부
- 초급부
- 유치반